# Браунтаун (округ Лузерн, Пенсільванія)
Браунтаун (англ. Browntown) — переписна місцевість (CDP) в США, в окрузі Лузерн штату Пенсільванія. Населення — 1316 осіб (2020).

## Географія
Браунтаун розташований за координатами 41°18′50″ пн. ш. 75°46′58″ зх. д. / 41.31389° пн. ш. 75.78278° зх. д. (41.313772, -75.782667).  За даними Бюро перепису населення США в 2010 році переписна місцевість мала площу 1,20 км², уся площа — суходіл.

## Демографія
Згідно з переписом 2010 року, у переписній місцевості мешкало 1418 осіб у 625 домогосподарствах у складі 406 родин. Густота населення становила 1182 особи/км².  Було 671 помешкання (559/км²).
Расовий склад населення:
| - 98,4 % — білих - 0,4 % — чорних або афроамериканців - 0,1 % — корінних американців |

До двох чи більше рас належало 0,6 %. Частка іспаномовних становила 1,5 % від усіх жителів.
За віковим діапазоном населення розподілялося таким чином: 15,6 % — особи молодші 18 років, 62,0 % — особи у віці 18—64 років, 22,4 % — особи у віці 65 років та старші. Медіана віку мешканця становила 47,3 року. На 100 осіб жіночої статі у переписній місцевості припадало 92,1 чоловіків;  на 100 жінок у віці від 18 років та старших — 90,3 чоловіків також старших 18 років.
Середній дохід на одне домашнє господарство  становив 64 809 доларів США (медіана — 54 330), а середній дохід на одну сім'ю — 83 527 доларів (медіана — 61 034). За межею бідності перебувало 2,8 % осіб, у тому числі 0,0 % дітей у віці до 18 років та 2,6 % осіб у віці 65 років та старших.
Цивільне працевлаштоване населення становило 739 осіб. Основні галузі зайнятості: освіта, охорона здоров'я та соціальна допомога — 27,6 %, роздрібна торгівля — 12,0 %, публічна адміністрація — 9,9 %.